# ヴェスターヴァルゼーデ
ヴェスターヴァルゼーデ (ドイツ語: Westerwalsede) は、ドイツ連邦共和国ニーダーザクセン州のローテンブルク（ヴュンメ）郡に属す町村（以下、本項では便宜上「町」と記述する）で、ザムトゲマインデ・ボテルを構成する町村の一つである。

## 地理

### 位置
ヴェスターヴァルゼーデは、キルヒヴァルゼーデの西に位置する。このため、町の名前に「ヴェスター」（西の）を冠している。

### 町の構成
この町は、以下の集落からなる。
- ヴェスターヴァルゼーデ
- ヴェスターヴァルゼーデ（バーンホフ）
- ジューダーヴァルゼーデ
- ラーンホルスト

## 歴史
古い伝承によれば、ゲルマンの神ヴォータンは、現在のヴェスターヴァルゼーデにあたるヴェルダンスケの森に住んでいたとされる。
ヴェスターヴァルゼーデはフェルデン聖堂領として1230年頃に初めて文献上に記録されている。ジューダーヴァルゼーデは1981年に『俺たちの村が一番美しい』コンテスト (Wettbewerb Unser Dorf soll schöner werden) の連邦大会で優勝した。

## 行政
この町の議会は9議席からなる。

## 引用
1. ↑  Landesamt für Statistik Niedersachsen, LSN-Online Regionaldatenbank, Tabelle A100001G: Fortschreibung des Bevölkerungsstandes, Stand 31. Dezember 2023